# Heoclisis ramosa
Heoclisis ramosa är en insektsart som beskrevs av Tim R. New 1985. Heoclisis ramosa ingår i släktet Heoclisis och familjen myrlejonsländor. Inga underarter finns listade i Catalogue of Life.